# Adler-Planetarium
Das Adler-Planetarium und Astronomiemuseum in Chicago, Illinois gehört zu den größten Attraktionen der Stadt. 1930 dank der Unterstützung des Unternehmers Max Adler erbaut, zählt es zu den ältesten Planetarien in Nordamerika. Es liegt unmittelbar am Lake Michigan, direkt hinter dem Shedd-Aquarium und dem Field-Museum für Naturgeschichte. Seit dem 27. Februar 1987 ist das Adler-Planetarium als Baudenkmal im National Register of Historic Places verzeichnet und hat den Status einer National Historic Landmark.
Es zeigt auf mehreren Ebenen zahlreiche Exponate zum Thema Weltraum, Planetensystem und deren historische und aktuelle Erforschung. Die Sammlung historischer Instrumente ist weltberühmt. Darüber hinaus besitzt es zwei Theater für astronomische Vorführungen, eines mit einem Zeiss-Projektor und eines mit einer modernen digitalen Lasershow, die insbesondere Flugsimulationen ermöglicht. Beide Systeme ergänzen sich hervorragend.
Im Grainger Sky Theater entstand das Album Live at the Adler Planetarium von Rob Mazurek und dem Exploding Star Orchestra.

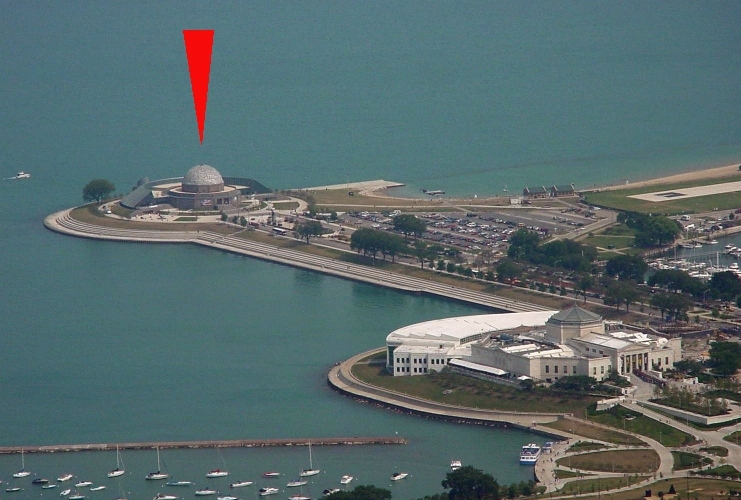
Lage am See
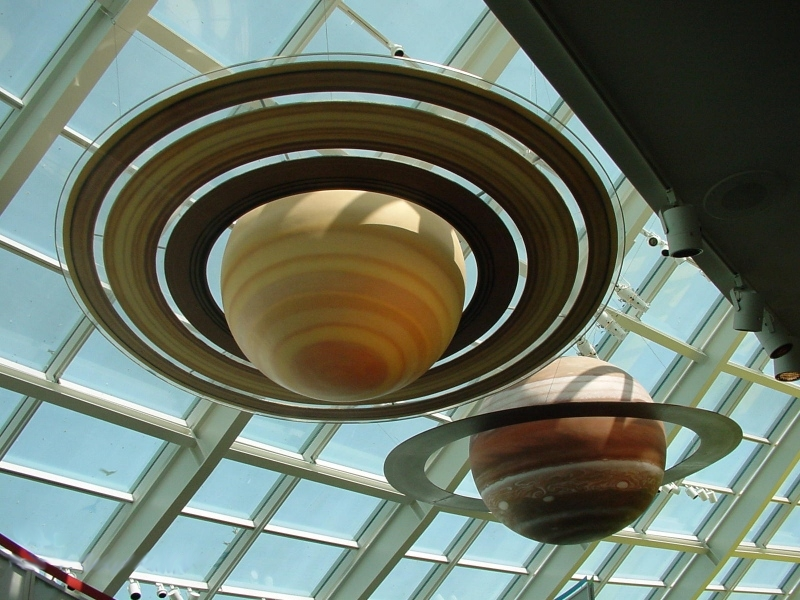
Planetenausstellung
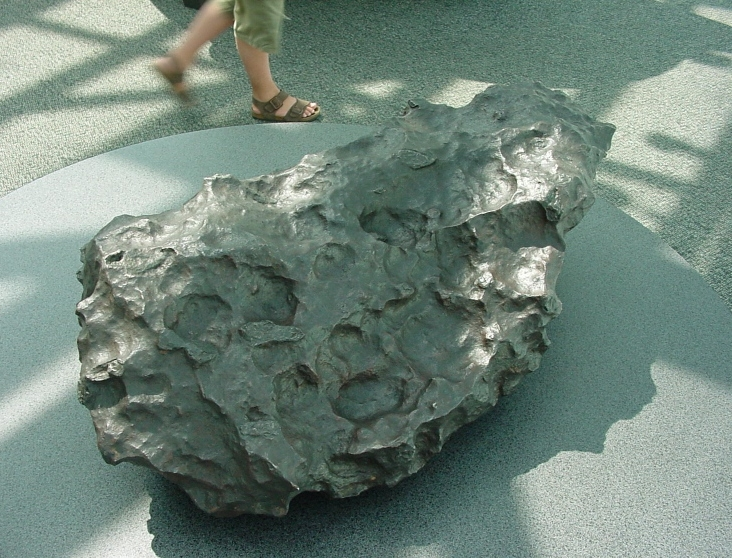
Meteorit
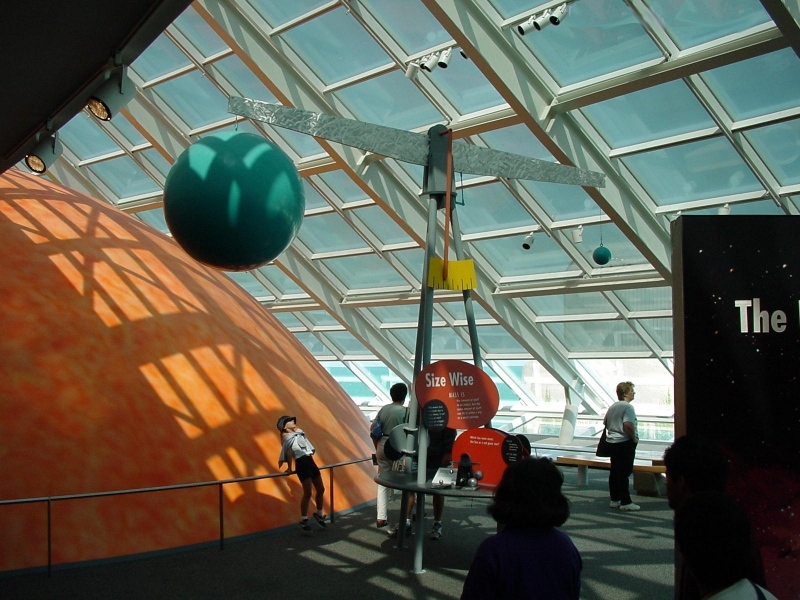
Größen und Massen
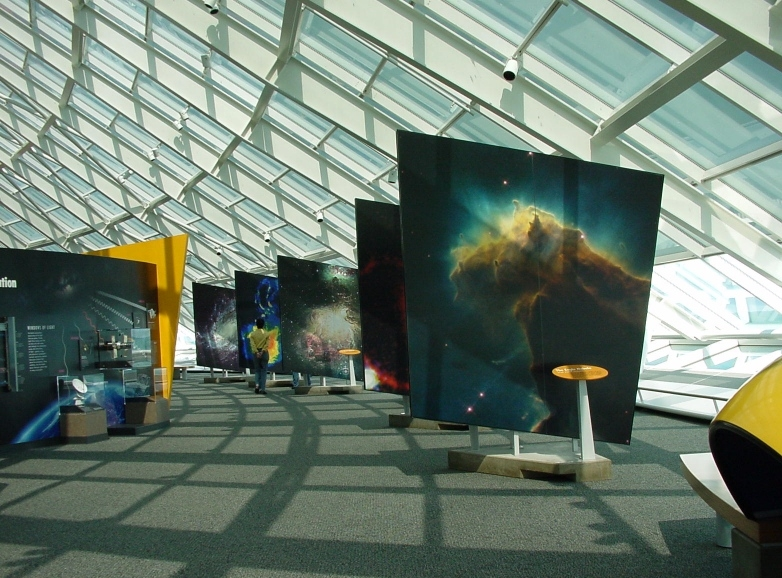
Ausstellung
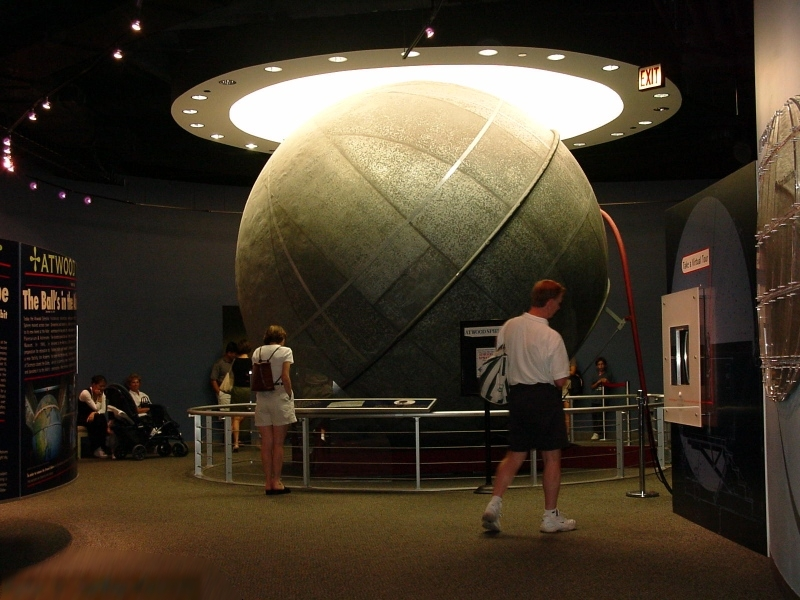
Der erste Sternenhimmel
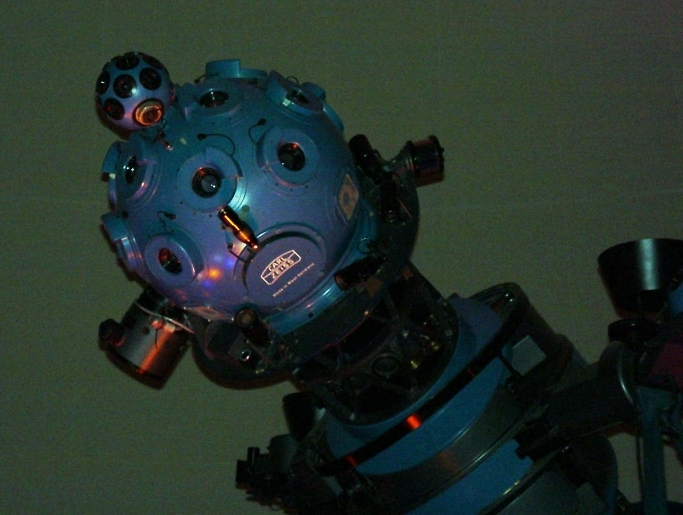
Carl-Zeiss-Projektor
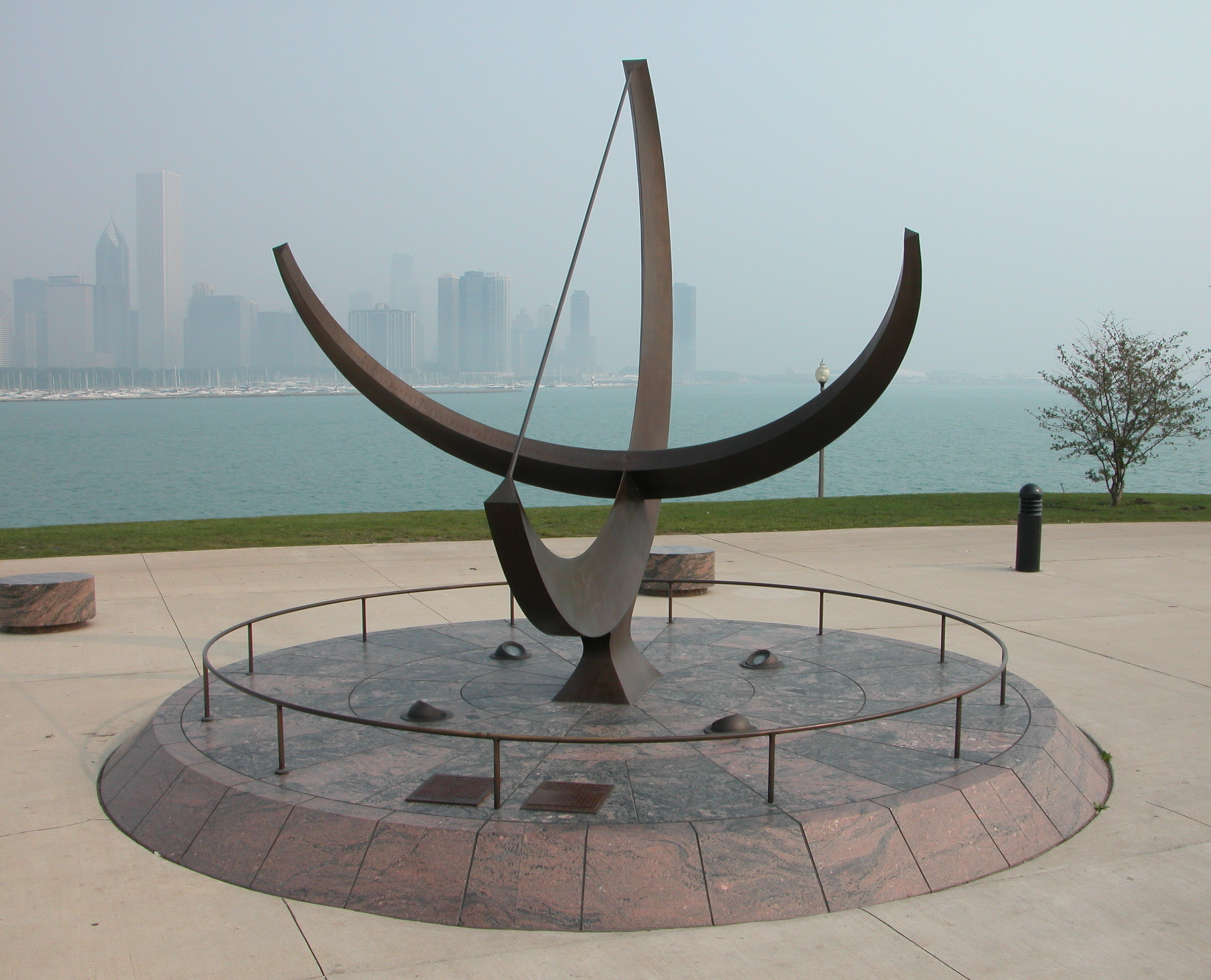
Sonnenuhr